# Free Lossless Image Format
Free Lossless Image Format (FLIF, česky svobodný bezeztrátový obrazový formát) je překonaný bezeztrátový formát rastrové grafiky. Jeho cílem bylo u široké škály vstupních obrázků překonat v kompresním poměru PNG, bezeztrátový WebP, bezeztrátový BPG a bezeztrátový JPEG 2000.
FLIF podporuje progresivní prokládání (zobecněný algoritmus Adam7), což znamená, že jakkoliv částečně stažený komprimovaný soubor může posloužit jako ztrátově komprimovaný celý obrázek.

## Historie
Formát byl oznámen veřejnosti v září 2015 a první alfa verze byla vydaná asi o měsíc později, v říjnu 2015.
První stabilní verze FLIF vyšla v září 2016 a poslední 28. dubna 2017.
Nejpozději 12. dubna 2020 byl vývoj FLIF ukončen, protože formát byl překonán formátem FUIF a později formátem JPEG XL.

## Popis
FLIF pro kompresi používá algoritmus MANIAC (Meta-Adaptive Near-zero Integer Arithmetic Coding), což je varianta algoritmu CABAC, kde kontexty jsou uzly rozhodovacích stromů, které se dynamicky učí během komprese.
FLIF používá reverzibilní barevný prostor YCoCg (na rozdíl od YCbCr, který ztrácí trochu barevné informace, nezávisle na jeho použití v jinak ztrátovém formátu JPEG). Zatím nejsou implementovány některé funkce, např. jiné "barevné prostory (CMYK, YCbCr, ...)". Konverze barevného prostoru je rychlejší, ale celkově dekódování (a kódování) je stále pomalejší, než je nutné nebo než to je u některých konkurentů, a to i přes lepší barevný prostor, protože to je jen zlomek celého procesu. Formát podporuje volitelný alfa kanál (RGBA) jako PNG (ale na rozdíl od JPEG) a progresivní kódování podobně jako PNG (ale na rozdíl od něj progresivní komprese nezvyšuje velikost souboru). FLIF používá složitější algoritmus (a taky zatím nemá tolik odladěnou implementaci), takže má vyšší výpočetní nároky; alespoň nižší nároky na šířku přenosového pásma mohou kompenzovat čas navíc. Bez progresivního kódování je FLIF rychlejší než s progresivním.
FLIF podporuje 1 až 16 bitů na kanál.
Použitím parametrů nebo nástroje flifcrush je možné ovlivnit velikost výstupních souborů, přičemž komprese je stále neztrátová. Je zvažován i formát FLYF (kde Y je ze slova lossY, česky ztrátový).